# کالکینی

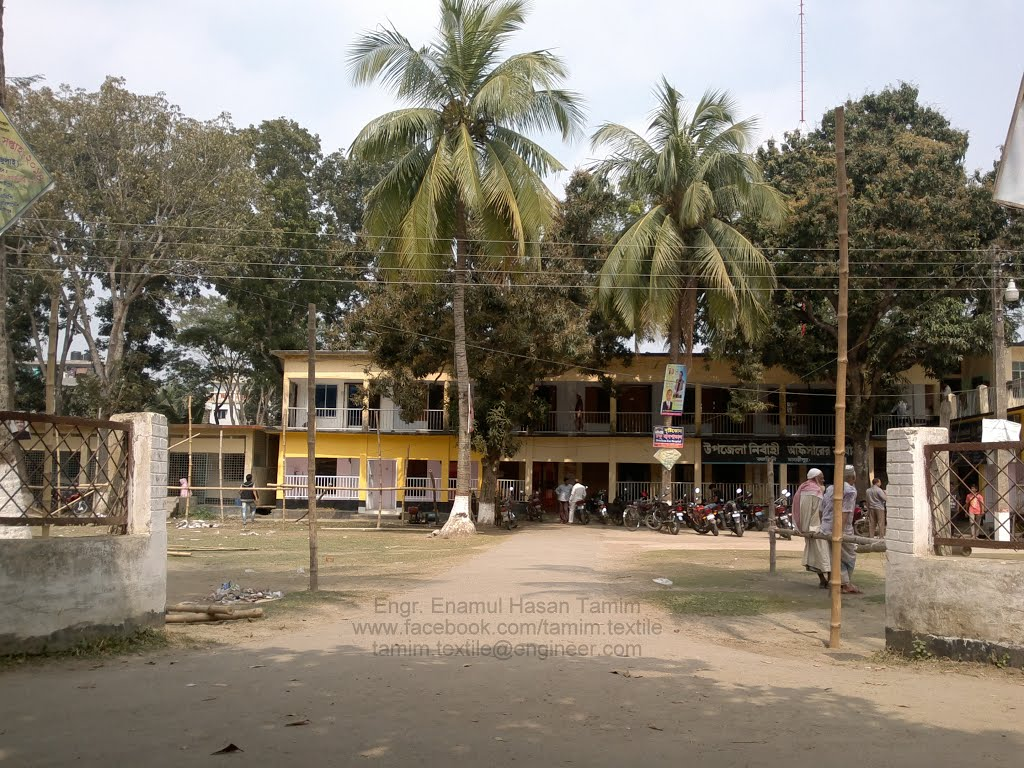
شهرداری کالکینی

کالکینی (به لاتین: Kalkini) یک منطقهٔ مسکونی در بنگلادش است که در ناحیه مداری‌پور واقع شده‌است. کالکینی ۲۷۹٫۹۸ کیلومتر مربع مساحت و ۲۷۳٬۲۵۸ نفر جمعیت دارد.